# Bábovky
Bábovky je český film z roku 2020 režiséra Rudolfa Havlíka, inspirovaný stejnojmennou knihou Radky Třeštíkové. Film pojednává o osudech několika žen, jejichž životy se následně propojí. 
Scénář k filmu napsal Havlík spolu s Třeštíkovou.  
Natáčení probíhalo od konce srpna do začátku října 2019 a proběhlo nejen v Praze a jejím okolí, ale i v Bangkoku. První trailer k filmu byl vydán dne 12. května 2020. Premiéra filmu v kinech proběhla dne 24. září 2020.

## Obsazení
| Jana Plodková        | Linda                     |
| Barbora Poláková     | Karolína                  |
| Kristýna Podzimková  | Rebeka                    |
| Táňa Pauhofová       | Renata                    |
| Ondřej Vetchý        | Vladimír, partner Renaty  |
| Marek Taclík         | Marek, partner Lindy      |
| Rostislav Novák      | Martin                    |
| Lenka Vlasáková      | Miluška                   |
| Jiří Langmajer       | Zdeněk, partner Milušky   |
| Oskar Hes            | Ondřej                    |
| Denisa Biskupová     | Nikola                    |
| Brigita Cmuntová     | Saša                      |
| Oliver Vyskočil      | Kryštof                   |
| Marián Mitaš         | Robert                    |
| Petr Buchta          | doktor                    |
| Jiří Černý           | Přemek                    |
| Petra Nesvačilová    | paní z cestovní kanceláře |
| Eva Leimbergerová    | Renatina asistentka       |
| Barbora Skočdopolová | gynekoložka               |
| Theodor Gerald Otis  | pan Collins               |

## Recenze
Film získal od českých filmových kritiků podprůměrná až průměrná hodnocení:
- František Fuka, FFFilm, 21. září 2020, [5]
- Jan Varga, Film Spot, 22. září 2020, [6]
- Roman Freiberg, Kinobox, 22. září 2020, [7]
- Pavel Urban, Metro, 22. září 2020, [8]
- Stanislav Dvořák, Novinky.cz, 23. září 2020, [9]
- Mirka Spáčilová, iDNES.cz, 24. září 2020, [10]